# Permissiviteit
Permissiviteit is een attitude waarbij men zeer veel toelaat zonder voorwaarden te stellen en het toepassen van sancties en verbodsregels zo veel mogelijk tracht te weren. De term kwam in het spraakgebruik aan het einde van de jaren zestig en wordt onder andere gebruikt om een opvoedingsstijl aan te duiden. Deze stijl wordt soms gesteld tegenover de autoritatieve stijl maar is actiever dan de laissez-faire stijl omdat ze wel opvoedkundig handelen veronderstelt. De autoritaire stijl staat nog verder van de permissieve stijl af.  De permissieve stijl is vaker te herkennen bij moeders dan bij vaders.
De permissieve maatschappij wordt gekenmerkt door een libertaire houding tegenover normen en gedrag. Het wordt een samenleving met minder strenge ouderwetse regels. Bijvoorbeeld een vrijere opvatting over seksualiteitsbeleving. Door tegenstanders wordt gewezen op de nadelen van zo'n houding; in genoemd voorbeeld bijvoorbeeld het verspreiden van seksueel overdraagbare ziekten.
De term permissieve maatschappij past bij uitstek bij de jaren zestig waarin meer vrijheden ten aanzien van kunst, abortus, homoseksualiteit en afschaffing van de doodstraf ingang vonden.